# Tiếng Ả Rập Maghreb
Tiếng Ả Rập Maghreb (tiếng Ả Rạp Tây; trái ngược với tiếng Ả Rập Đông hoặc tiếng Ả Rập Mashriq) là một cụm phương ngữ tiếng Ả Rập được nói ở vùng Maghreb: Maroc, Algérie, Tunisia, Libya, Tây Sahara và Mauritanie. Nó bao gồm các phương ngữ Maroc, Algeria, Tunisia, Libya và Hassaniya. Người nói tiếng Ả Rập Maghreb chủ yếu là người Ả Rập-Berber những người gọi ngôn ngữ của họ là Derdja, Derja, Derija hoặc Darija (tiếng Ả Rập: الدارجة; có nghĩa là "ngôn ngữ đại chúng hay nhật dụng"). Nó được dùng để phân biệt với tiếng Ả Rập chuẩn hiện đại. Tiếng Malta được cho là bắt nguồn từ tiếng Ả Rập Sicilia và cuối cùng là tiếng Ả Rập Tunisia, vì nó có một số đặc điểm khu vực Ả Rập Maghreb điển hình.

## Phương ngữ
- Các phương ngữ Ả Rập tiền Hilalia
- Các phương ngữ Hilalia
- Koiné: 
  - Tiếng Ả Rập Algérie
  - Tiếng Ả Rập Maroc
  - Tiếng Ả Rập Tunisia
  - Tiếng Ả Rập Libya
  - Tiếng Ả Rập Jebli
  - Tiếng Ả Rập Jijel
  - Tiếng Ả Rập Andalucia (không còn)
  - Tiếng Ả Rập Sicilia (không còn) 
    - Tiếng Malta (có nguồn gốc từ tiếng Ả Rập Sicilia, nhưng chịu ảnh hưởng từ vựng của tiếng Ả Rập Tunisia, Libya, tiếng Sicilia, tiếng Ý, tiếng Pháp và gần đây là tiếng Anh).
- Tây Bedouin: 
  - Tiếng Ả Rập Hassaniya
  - Tiếng Ả Rập Sahara